# LeAnn Rimes
Margaret LeAnn Rimes Cibrian més coneguda com a LeAnn Rimes (Jackson, 28 d'agost de 1982) és una compositora, cantant i actriu estatunidenca.

## Discografia
- Everybody's Sweetheart (1991)
- From My Heart to Yours (1992)
- All That (1994)
- Blue (1996)
- You Light Up My Life: Inspirational Songs (1997)
- Sittin' on Top of the World (1998)
- LeAnn Rimes (1999)
- I Need You (2001)
- Twisted Angel (2002)
- What a Wonderful World (2004)
- This Woman (2005)
- Whatever We Wanna (2006)
- Family (2007)
- Lady & Gentlemen (2011)
- Spitfire (2013)
- Today Is Christmas (2015)
- Remnants (2016)
- Live at the Gruene (2019)